# Trnovi Laz
Trnovi Laz (en serbe cyrillique : Трнови Лаз) est un village de Serbie situé dans la municipalité de Prokuplje, district de Toplica. Au recensement de 2011, il comptait 38 habitants.

## Démographie
| 1948 | 1953 | 1961 | 1971 | 1981 | 1991 | 2002 | 2011 |
| ---- | ---- | ---- | ---- | ---- | ---- | ---- | ---- |
| 431  | 437  | 332  | 211  | 157  | 85   | 62   | 38   |

|  |